# Tough Viking
Tough Viking (engelska: 'tuff viking') är ett internationellt hinderbanelopp. Tävlingen lanserades i mars 2012 och var genom det Sveriges första hinderbanelopp (OCR). Första tävlingen genomfördes 1 september 2013 på Kungliga Djurgården i Stockholm. Tough Viking arrangeras också internationellt och har genomfört tävlingar även i Finland, Norge, Danmark, Paris och Moskva.  

## Historik

### Föregångare
I Sverige har hinderbanelopp länge arrangerats i olika former. En långlivad variant var Fältstafetten, en laghindertävling som arrangerades av Korpen i Göteborg från 1940-talet till 2005; sammanlagt 61 upplagor av tävlingen arrangerades. 2006 ställdes loppet in på grund av för få anmälda deltagare, sedan endast 100 av de planerade 150 lagen anmält sig några veckor före tävlingsstart.

### Start
Tough Viking lanserades i mars 2012 och det första Tough Viking-arrangemanget ägde rum den 1 september 2013 på Kungliga Djurgården i Stockholm. Arrangemanget hade strax under 3 000 deltagare.
Utformningen av loppets hinderbana är utformad i samarbete med Kustjägarna. Huvudsponsor för arrangemanget var från första början sportutrustningsföretaget Reebok, och huvudsponsorns logotyp har synts på olika sätt under evenemanget.
Det går att tävla i lag eller individuellt, och alla som tävlar i lag får även en individuell tid. Efter målgång erhåller de deltagarna som går i mål varsin medalj.

### Utveckling
Från 2014 genomfördes loppet också i Slottsskogen i Göteborg den 26 april och den 6 september för första gången utomlands i Finland i Kajsaniemiparken, Helsingfors. I Stockholm körde man två upplagor, i Hagaparken den 10 maj och på Gärdet den 30 augusti.
Det göteborgska arrangemanget återupprepades i april 2015, med 4 000 deltagare. Bland utmaningarna fanns det sista hindrets strängar med 10 000 volt.
Inför 2015 flyttade tävlingen också till Ryssland och Ljuzjniki den 25 juli och även till Malmös Brofästet den 19 september. I Hagaparken ägde den rum den 9 maj och i Göteborg den 25 april och på Gärdet den 29 augusti.
Under 2015 var banan i Slottsskogen 8 km, Hagaparken 8 km, Gärdet 15 km och Malmö 10 km. Tävlingen är öppen för personer som är 18 år eller över, man deltar själv eller i ett lag på minst fyra personer. 2015 var det 150 000 besökare som besökte tävlingarna.

### Varianter
Tough Viking Kids är precis som det stora loppet, men i mindre proportioner. Det finns liknande hinder som på det stora loppet, DJ, målgångsfotograf och nummerlappsutdelning. Alla barn får ett pannband och även en medalj. Åldersgräns är 5-11 år (2019 gäller det barn födda 2008-2014). 

### 2019
2019 års Tough Viking-arrangemang äger rum på fem olika platser runt om i Norden:
- 27/4 2019 - Slottsskogen, Göteborg, 8 km
- 11/5 2019 - Stockholms Stadion, 8 km
- 1/6 2019 - Oslo, Norge, 8 km
- 24/8 2019 - Kungliga Djurgården, Stockholm, 15 km
- 7/9 2019 - Helsingfors, Finland, 10 km